# منتخب الهند تحت 19 سنة لكرة السلة
منتخب الهند تحت 19 سنة لكرة السلة (بالإنجليزية: India national under-19 basketball team)‏ هو ممثل الهند الرسمي في المنافسات الدولية في كرة السلة تحت 19 سنة.